# (32494) 2000 WY125
2000 WY125 (asteroide 32494) é um asteroide da cintura principal. Possui uma excentricidade de 0.08126000 e uma inclinação de 11.09797º.
Este asteroide foi descoberto no dia 30 de novembro de 2000 por LINEAR em Socorro.